# Раз, два, пряжка держится едва…
«Раз, два, пряжка держится едва…» (англ. One, Two, Buckle My Shoe) — роман Агаты Кристи 1940 года издания, из серии о бельгийском сыщике Эркюле Пуаро.
Другие переводы названия — «Раз, два, три, туфлю застегни», «Раз, два — пряжку застегни». В США выходил под названием «Патриотические убийства», в СССР — «Раз, раз — гость сидит у нас».

## Сюжет
Пуаро расследует таинственную смерть дантиста. Всё напоминает самоубийство, но Пуаро считает, что всё же произошло убийство. Кроме того, ему придётся расследовать ещё два убийства, которые будут связаны с первой смертью.

## Экранизации и радио постановки
- Роман лег в основу одного из эпизодов телесериала BBC Пуаро Агаты Кристи с Дэвидом Суше в главной роли[3].
- В 2004 году BBC выпустила радиоспектакль по роману. Роль Пуаро исполнил британский актёр Джон Моффэтт.

## Интересные факты
- Роман построен на детской считалке (один из вариантов перевода):

- Раз, два — пряжку застегни,
- Три, четыре — дверку затвори,
- Пять, шесть — ветки подбери,
- Семь, восемь — по порядку разложи,
- Девять, десять — курочка, цыплятки,
- Одиннадцать, двенадцать — пора копать нам грядки,
- Тринадцать, четырнадцать — девушки-кокетки,
- Пятнадцать, шестнадцать — снесли на кухню ветки,
- Семнадцать, восемнадцать — ждут они в кустах,
- Девятнадцать, двадцать — тарелочка пуста.

Это не единственное произведение Агаты Кристи, в котором используются детские считалки, например «Три слепых мышонка» (1940), «Пять поросят» (1942), «Хикори Дикори Док» (1955), «Скрюченный домишко» (1949), «Десять негритят» (1939), «Карман, полный ржи» (1953), «Двадцать четыре чёрных дрозда», «Убийство в проходном дворе» и др.
- В этом произведении в последний раз появляется старший инспектор Джепп.

### Посвящение
Посвящается Дороти Норт, которая любит детективные истории и сливки, с надеждой, что первое сможет компенсировать ей отсутствие последних!— Агата Кристи